# 그리스와 덴마크의 공주 마리아올림피아
그리스와 덴마크의 공주 마리아올림피아(그리스어: Μαρία-Ολυμπία, 1996년 7월 25일 ~ )는 패션 모델, 사교계 인사, 그리고 비재위 그리스 왕가의 일원이다. 그녀는 그리스 왕세자 파블로스와 그의 아내 그리스 왕세자빈 마리샹탈의 장녀이다. 그녀의 친조부모는 그리스의 콘스탄티노스 2세와 덴마크의 아네마리이며, 그녀의 외할아버지는 면세사업가 로버트 워런 밀러이다.